# 所沢陸軍飛行学校
所沢陸軍飛行学校（ところざわりくぐんひこうがっこう）は、日本陸軍の軍学校のひとつ。飛行機操縦のほか、航空に関する各種の教育と研究を行った。1919年（大正8年）に開設された陸軍航空学校を1924年（大正13年）所沢陸軍飛行学校に改編し、1937年（昭和12年）に廃止された。本部および本校は埼玉県所沢町（現在の所沢市並木）に置かれ、ほかに分校または分教場があった。ここでは前身の陸軍航空学校、および陸軍航空初期の飛行機操縦教育についても述べる。

## 陸軍航空学校前史

### 陸軍航空草創期
日本において最初にエンジン付き飛行機の操縦者となったのは、1910年（明治43年）12月に国内初飛行をした日野熊蔵、徳川好敏の2名の陸軍大尉である。両者は1909年（明治42年）に気球と飛行機の研究のため発足した臨時軍用気球研究会の委員として、日野はドイツ、徳川はフランスへそれぞれ同研究会から派遣され、飛行機の研究と操縦の体験をして帰国したのであった。

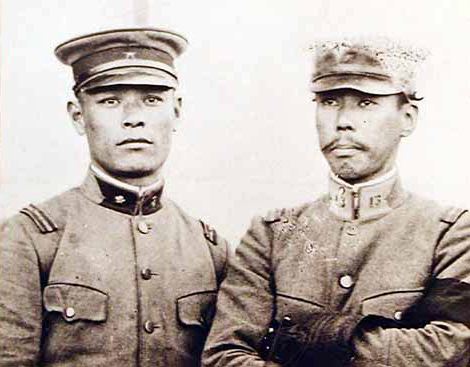
第1期操縦術修業者 徳田金一 (左) 木村鈴四郎 (右) 両中尉

1912年（明治45年）7月、陸軍は日野、徳川に続く飛行機操縦者の教育を初めて国内で体系的に開始した。全陸軍の中尉、少尉から志願者を募り、86名の中から選ばれた5名が「操縦術修業者」として飛行機操縦教育を1年間受けるのである。5名は交通術修業員分遣規則にもとづき東京府豊多摩郡中野町に本部を置く交通兵旅団気球隊に所属する形式をとって、前年に開設された埼玉県入間郡所沢町の臨時軍用気球研究会飛行試験場（のちの所沢陸軍飛行場）で飛行機操縦の練習を行った。また飛行機に同乗する偵察要員を陸軍大学校卒の大尉から6名選び、「空中偵察術修業者」として3か月の教育も行われた。陸軍大学校卒業者に限定したのは、当時の軍隊における飛行機の第一義的用途は偵察であり、高度な戦術知識を持つ者を空中偵察要員に抜擢すること、さらに将来陸軍の中枢に進むであろう人物に航空に関する認識を持たせることが目的であった。以後、操縦術修業者と空中偵察術修業者の教育は毎年続けられ、実施に際しては前述のように交通兵旅団に属する気球隊（1913年10月、所沢に移転）に修業者を入隊させて行った。国内教育の開始から2年で操縦将校は14名、偵察将校は12名になった。

### 航空大隊創設
1914年（大正3年）に勃発した第一次世界大戦に航空隊を臨時編成し、8月より12月にかけて参戦した陸軍は、翌1915年（大正4年）12月、常設部隊として所沢に航空大隊を創設した。これは飛行機運用の飛行中隊と気球中隊その他からなる大隊で、近衛師団長隷下の交通兵団（1915年1月、交通兵旅団を改編）に編入され、従来の気球隊は廃止された。同大隊には実戦部隊としての任務のほかに、航空機に関する諸般の研究と操縦または偵察将校の教育の任務が与えられた。それにしたがい操縦術修業者および空中偵察術修業者は、それまでの気球隊にかわって航空大隊に入隊し教育を受けることとなった。1917年（大正6年）8月、陸軍は1個航空大隊の増設を発令し、従来の航空大隊を航空第1大隊と改称、新大隊を航空第2大隊として所沢で編成を開始した。航空第2大隊は翌年11月に岐阜県稲葉郡鵜沼村（現在の各務原市東部）へ移転、同地の各務原陸軍演習場を飛行場として使用した。さらに1918年（大正7年）、航空第3大隊および航空第4大隊の編成が開始された。第3大隊は滋賀県神崎郡御園村（現在の東近江市中西部、大隊所在地は隣接の町名をとり八日市と通称された）、第4大隊は福岡県三井郡大刀洗村（現大刀洗町）に置かれ、日本各地の航空大隊で飛行機操縦の教育が行われた。その一方で飛行機部隊との差異が明らかとなった気球中隊は1919年（大正8年）12月に航空第1大隊から分離し、ふたたび独立した気球隊となった。

### 陸軍航空本格化へ
第一次世界大戦の開戦以来、欧米列強の陸軍は急激に航空器材の研究、開発、生産、用兵思想、部隊の編成などを発達させたが、日本陸軍は技術力と航空施策の未発達により後れをとっていた。1917年（大正6年）11月の天皇統監による特別大演習では、参加した飛行機の多数に不時着事故が発生し、その他の事故も含め問題となった。当時の陸軍航空は飛行機の研究審査と制式決定を臨時軍用気球研究会が行い、国産エンジンの製造は航空と関係の薄い砲兵工廠が担当し、実際に飛行機を運用する航空大隊は鉄道や通信という性格の異なる部隊とともに交通兵団に編入され、陸軍省軍務局で航空を担当するのは工兵課であった。こうした統制に乏しい状況を改善するため1918年（大正7年）1月、陸軍省はかつて工兵課長等の職務で航空に関わった経験を持つ井上幾太郎少将を交通兵団司令部附として対策の任につかせた。井上は陸軍省と参謀本部がそれぞれ作成した研究案を踏まえ、同年3月、「航空兵科の独立」「航空部隊の交通兵団からの分離」「航空部隊を統括する航空兵団の設立」「臨時軍用気球研究会を廃止し航空学校の設立」「陸軍省航空局の設置および航空機材の管理製造部門の設立」など7項目を骨子とする意見書を陸軍大臣に提出した。しかし井上の意見はすぐに実現可能なものと時期尚早とされるものがあり、調整が必要となった。翌1919年（大正8年）3月、陸軍の諸制度を調査する制度調査委員が実施の決議をしたのは、各航空大隊を交通兵団から所在地師団へ編入替えすることと、陸軍省軍務局航空課の設置、そして陸軍航空部（初代本部長は井上少将）および陸軍航空学校の創設であった。

## 陸軍航空学校

### 航空学校の創設
1919年（大正8年）4月15日、陸軍航空学校条例（軍令陸第8号）にもとづき、陸軍航空部が直轄する陸軍航空学校が所沢陸軍飛行場に開設された。条例の第1条で同校は「学生ニ航空ニ関スル諸般ノ学術ヲ修得セシメ（中略）且航空ニ関スル諸般ノ研究試験ヲ行フ所」と定められた。教育機関だけにとどまらず、臨時軍用気球研究会の任務を継承する研究機関としての性格も持ち合わせたのが陸軍航空学校である。学校の編制は陸軍航空部本部長に隷属する校長のもと、本部、教育部、研究部、材料廠、そして学生からなる。
前述条例により定められた被教育者の分類、および教育期間は次のとおり（1919年4月時点）。
- 甲種学生

高等操縦術を修習する者。基本操縦術を修得した各兵科の尉官、准士官、下士官。
修学期間は約5か月。毎年2回入校。
- 乙種学生

偵察、観測、写真、通信等を修習する者。各兵科の尉官。
修学期間は約2か月。毎年2回入校。
- 丙種学生

機関工術、射撃、爆撃等を修習する者。各兵科の尉官、准士官、下士官、兵。
修学期間は約2か月。毎年2回入校。
- その他

臨時に各兵科の佐官、尉官を召集し、必要な教育を行うことも可（条例第3条）。
陸軍航空学校における操縦教育は甲種学生の要件があらわすように「高等操縦」であり、基本操縦は従来どおり候補者を各航空大隊に入隊させ、そこで基本操縦術を教育した。ただし学校条例第3条で臨時に各兵科の佐官、尉官を召集し「必要ノ修学ヲ為サシムル」ことも可能とされた。さらに同年4月28日、「陸軍航空学校ニ於テ民間ノ希望者ニ対シ航空術ヲ教授シ得ルノ件」（勅令第153号）により、陸軍大臣の定める民間の操縦志願者の教育も担当した。これには民間航空の発達を促進し、航空予備戦力とする狙いがあった。飛行機操縦者の増加が望まれていたが、志願者86名、採用者5名で始まった1912年の操縦術修業者第1期以後、事故殉職の多さから志願する将校は減り、1918年の第2次募集では採用予定30名に対して全陸軍からの志願者（中尉または少尉）が31名まで低下した。このため1919年より下士官の操縦者教育も行われることになった。
教育部とともに学校の二本柱を形成する研究部は部長以下68名（設立時）と人数を多くとり、飛行機班、発動機班、装備班、実験班、気象班に区分された。各班に3名から5名の将校と、技師および技手、職工が配置された。こうした編成は航空技術の研究を分業的にし、専任的技術者の端緒となった。臨時軍用気球研究会が行ってきた研究のうち、学理的なものは東京帝国大学附属航空研究所にまかせ、学校研究部では審査研究および実用研究を主流とし、設計製作も行った。陸軍航空学校の開設当初、所沢には臨時軍用気球研究会、航空第1大隊および気球隊が置かれており、各種教育と研究の実施に十分な広さではなかったが、同委員会は業務を陸軍航空部および陸軍航空学校に継承し1920年（大正9年）5月廃止された。同年同月、航空第1大隊も各務原に移転した。
陸軍航空学校の開設と前後して1919年1月より11月までジャック＝ポール・フォール大佐を長とするフランス航空団57名が来日し、教育指導、技術開発指導その他を行う画期的な出来事があった。その際、偵察および観測（砲兵射撃観測）の教育は、砲兵部隊との連携が重要なため千葉県の陸軍野戦砲兵射撃学校に近い下志津陸軍演習場で、空中射撃の教育は流れ弾が危害を及ぼさないよう浜名湖畔の静岡県新居町で行われた。フランス航空団の帰国後も陸軍航空部は教育実施の立地を重視し、陸軍航空学校に分校を開設することを企画、綿密な調査を行った。

### 学生の要件変更
1921年（大正10年）3月、陸軍航空学校条例が改正（軍令陸第1号）された。これによって学生の呼称が改められ、その要件も変更されたほか、分校の設置を可能とする条項が加えられた。陸軍航空学校の新たな被教育者分類と諸条件は次のとおりである（1921年3月時点）。
- 操縦学生

操縦に関する学術を修習する者。各兵科の尉官、准士官、下士官、下士官候補者の兵。
修学期間は5か月から9か月。毎年およそ2回入校。
- 偵察学生

偵察に関する学術を修習する者。各兵科の尉官。
修学期間は約4か月。毎年およそ2回入校。
- 機関学生

機関に関する学術を修習する者。各兵科の尉官、准士官、下士官、下士官候補者の兵。
修学期間は約6か月。毎年およそ1回入校。
- 特種学生

射撃、爆撃、写真、通信または火器の取扱い等に関する学術を修習する者。各兵科の尉官、准士官、下士官、兵。
修学期間は1か月から4か月。種類ごとに毎年およそ1回入校。
- その他

臨時に各兵科の佐官以下を召集し、必要な教育を行うことも可（条例第3条）。
陸軍大臣の定める民間の希望者に対し、航空術の教授も可（1919年勅令第153号）。

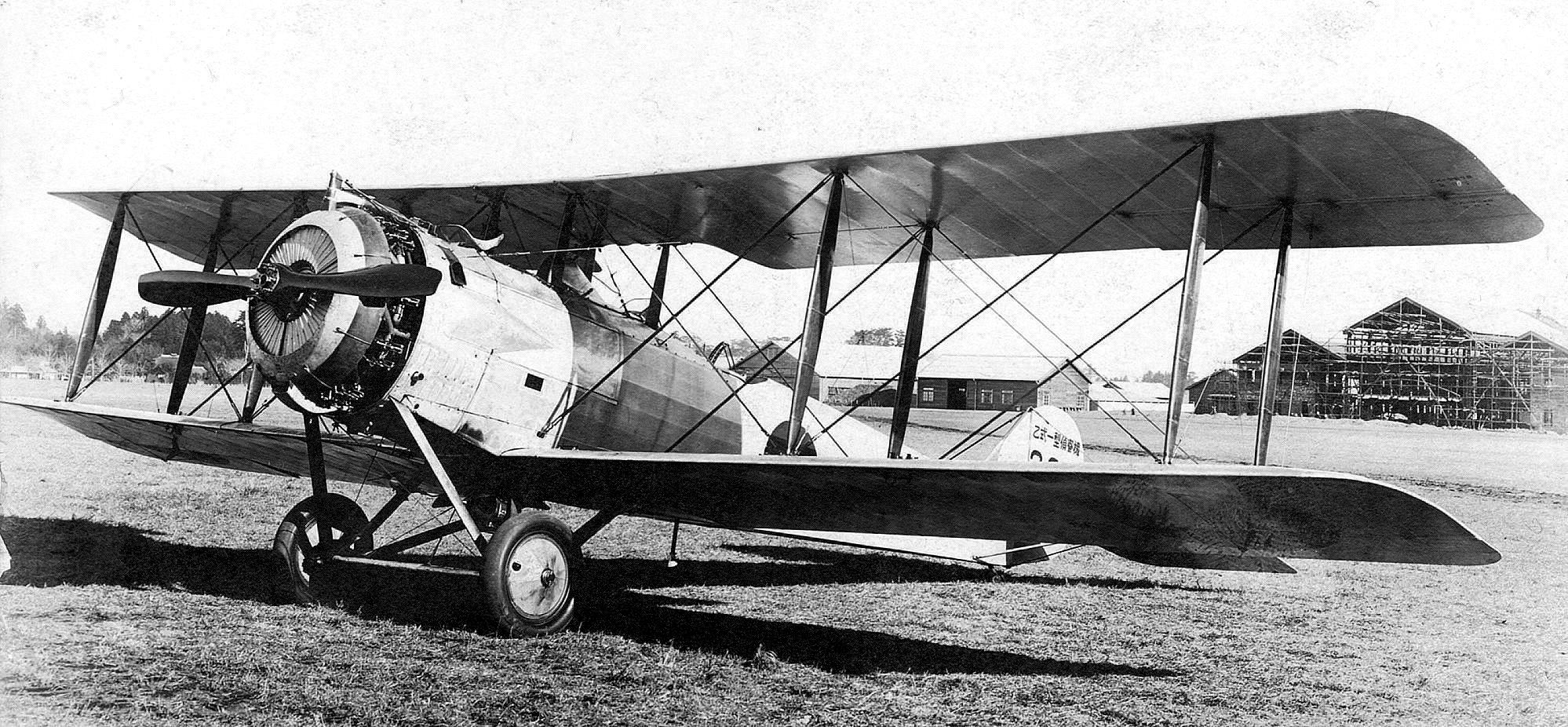
偵察学生の教育に使用された乙式一型偵察機

偵察を除く学生の条件が下士官あるいは兵まで拡大された。操縦教育には「高等」の文字がなくなり、基本操縦教育も陸軍航空学校で行われるようになった。修学期間9か月というものが未修者からの基本操縦教育で、初等練習機および中間練習機による6か月の基本操縦と、その後の3か月の実用機（偵察機または戦闘機）操縦練習を合わせた、フランス航空団の指導を取り入れた方法であった。その他の教育にある「臨時」の例としては航空戦術、空中射撃および戦闘術、飛行機操縦術などが確認できる。また「陸軍大臣の定める民間の希望者」の具体的な例には、陸軍省の外局として1920年に設立された航空局（民間航空行政を担当。のち逓信省に移管）が民間操縦士養成のため、陸軍に教育を委託する航空機操縦生（通称「委託操縦生」）がある。第1期航空機操縦生は1921年1月に10名が採用され、陸軍航空学校で8か月の教育を受けた。

### 分校の設置
同年4月、前述の条例改正をうけて千葉県印旛郡千代田村（現在の四街道市中央部）に陸軍航空学校下志津分校と、三重県度会郡北浜村（現在の伊勢市北部）に同明野分校が設置された。当初印旛郡に置かれた下志津分校は仮校舎であったが、用地を取得し新校舎を建築したのち1923年（大正12年）1月、近隣の千葉郡都村（現在の千葉市若葉区北西部）に移転した。
分校の存在は、偵察、戦闘など分科に応じて、所沢より適した立地で教育と研究を行える利点があった。その反面、遠く離れた分校までも本校の校長が指揮監督するのは不便であり、陸軍航空部と分校間の諸系統業務もすべて編制に従い本校を経由しなければならない煩雑さがあった。そうしたことから陸軍航空部は下志津、明野の分校を独立させ直接管理下に置く決定を下した。

## 所沢陸軍飛行学校

### 三飛行学校へ改編
1924年（大正13年）5月、陸軍飛行学校令（軍令第6号）が制定され、従来の陸軍航空学校条例は廃止された。陸軍航空学校は所沢陸軍飛行学校、下志津分校は下志津陸軍飛行学校、明野分校は明野陸軍飛行学校となり、それぞれが陸軍航空部直轄の独立した学校として再編されたのである。学校令によって所沢陸軍飛行学校は飛行機操縦と機関ならびに爆撃に関する諸学術の教育と、これらに関する器材の調査研究と試験を行うことが定められ、同校の編制は校長、本部、教育部、研究部、材料廠、学生に加えて教導中隊が置かれた。研究部はさらに航空に関する器材、気象、衛生等の調査研究と試験、および審査も担当することになった。学生の修学期間および年間の入校回数に関して学校令の条文では「陸軍大臣之ヲ定ム」という表現に留め、状況に応じて容易に調整できる配慮がされていた。
所沢陸軍飛行学校に入校する被教育者の分類および諸条件は次のとおりである（1924年5月時点）。
- 操縦学生

飛行機操縦に関する学術を修習する者。各兵科の尉官、准士官、下士官、下士官候補者の兵。
修学期間等は陸軍大臣が定める。1924年陸達第17号では修学期間は約9か月。通常毎年2回入校。
- 機関学生

機関に関する学術を修習する者。各兵科の尉官、准士官、下士官、下士官候補者の兵。
修学期間等は陸軍大臣が定める。1924年陸達第17号では修学期間は約9か月。通常毎年2回入校。
- 特種学生

爆撃に関する学術を修習する者。各兵科の尉官、准士官、下士官。
修学期間等は陸軍大臣が定める。1924年陸達第17号では修学期間は1か月から6か月。通常毎年1回入校。
- その他

臨時に各兵科の佐官以下を召集し、必要な教育を行うことも可（学校令第5条）。
陸軍大臣の定める民間の希望者に対し、航空術の教授も可（1919年勅令第153号）。
陸軍飛行学校令では、ほかに戦術学生、偵察学生、射撃学生と特種学生（偵察操縦、写真、通信、火器取扱い等）が定められたが、これらは下志津校あるいは明野校の学生となった。1921年から始まった民間の航空機操縦生教育は、所沢で引き続き毎年行われた。時代は軍縮期の最中であったが陸軍は兵員総数の削減を近代化で補う計画を立て、先端分野である航空関係は欧米列強からの遅れを取り戻すべく充実が望まれていた。1924年時点での航空勢力は6個飛行大隊（1922年、航空大隊は飛行大隊へ改称されている）および気球隊となり、飛行機保有数は練習機を含めて900機に達した。総人員は3000名を超え、うち飛行機操縦者は約350名、偵察観測者は約250名であった。

### 航空兵科の独立
1925年（大正14年）5月1日、それまで各兵科の混成であった陸軍航空が航空兵科として独立し、同時に陸軍航空部は陸軍航空本部へと昇格した。同日付で陸軍飛行学校令も改定された（軍令陸第7号）。従来の航空部より規模が大幅に増強された航空本部には技術部が設置された。これは1919年に陸軍航空学校の研究部として始まり、1924年の学校改編以後も所沢校が引き継いだ航空唯一の技術研究機関を、そのまま航空本部の部署に独立昇格させたもので、設備の関係で所在地は所沢校内から移動せず活動を継続した。かわりに所沢陸軍飛行学校には新たな研究部が設置されたが、これまでと違い実用研究を主とする組織となり、改定された学校令に気象、衛生等の調査研究という文言はなくなった。所沢陸軍飛行学校の編制は、陸軍航空本部長に隷属する校長のもと、本部、教育部、研究部、材料廠、学生となり、教導中隊は廃止された。
また、所沢陸軍飛行学校で行っていた爆撃の教育と研究は、陸軍初の爆撃専任部隊として新設が着手された飛行第7連隊に練習部を設けて、同連隊内で行うことになった。飛行第7連隊は当初東京府北多摩郡立川町に置かれ、1926年（大正15年）10月、静岡県浜名郡曳馬村（現在の浜松市中区）に移駐した。この練習部が浜松陸軍飛行学校の前身である。
陸軍飛行学校令改定で、所沢陸軍飛行学校の被教育者は次のようになった（1925年5月時点）。
- 操縦学生

飛行機操縦に関する学術を修習する者。各兵科（憲兵科を除く）の尉官、准士官、下士官、下士官候補者の兵。
修学期間等は陸軍大臣が定める。1924年陸達第17号では修学期間は約9か月。通常毎年2回入校。
- 機関学生

機関に関する学術を修習する者。各兵科（憲兵科を除く）の尉官、准士官、下士官、下士官候補者の兵。
修学期間等は陸軍大臣が定める。1924年陸達第17号では修学期間は約9か月。通常毎年2回入校。
- その他

臨時に各兵科（憲兵科を除く）の佐官以下を召集し、必要な教育を行うことも可（学校令第5条）。
陸軍大臣の定める民間の希望者に対し、航空術の教授も可（1919年勅令第153号）。

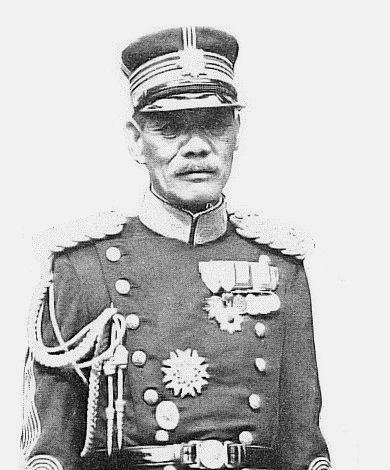
所沢陸軍飛行学校第3代校長 荒蒔義勝中将

所沢陸軍飛行学校の任務は新設される各種組織に一部を移管することで範囲を狭め、主として飛行機の基本操縦および機関の教育と研究の場となった。独立したばかりの航空兵科は人員がまだ不足しており、操縦学生、機関学生、召集修業者とも採用は憲兵科を除く各兵科からとし、他兵科の者は航空兵科に転科させた。1925年に陸軍航空研究委員会が決定した操縦者養成数は年間72名、うち将校と下士官の比率は1対2であった。
大正から昭和にかけ航空部隊の拡充が進められ、操縦学生の年間入校回数も1930年度（昭和5年度）は4回、1932年度（昭和7年度）は当初3回を予定しのちに4回とするなど、状況により変更された。増加する入校者に対応するため所沢陸軍飛行学校は設備を充実させ、飛行場その他の敷地面積も徐々に拡大していった。1913年以来所沢にあった気球隊は1927年（昭和2年）10月、千葉県千葉郡都賀村（現在の千葉市稲毛区の一部ほか）へ移転した。

### 少年飛行兵の萌芽
1933年（昭和8年）4月、「陸軍飛行学校ニ於ケル生徒教育ニ関スル件」（勅令第68号）が公布され、8月に施行された。これは所沢陸軍飛行学校に10代の「航空兵科現役下士官ト為スベキ生徒」を入校させ、教育に高い効果が見込める若年のうちから修学させて現役下士官を養成しようとするもので、のちの少年飛行兵制度の基礎となった。具体的には下士官操縦者となる操縦生徒と、飛行機その他航空器材の整備下士官となる技術生徒の2種類である。同年5月、陸軍飛行学校令の改定（軍令陸第10号）が公布され、8月に施行された。この改定では所沢陸軍飛行学校の担当任務に従来の飛行機操縦と機関のほか、気象等に関する諸学術の教育ならびに器材の調査研究と試験が加わり、学生の要件についても見直しが図られた。学校の編制は校長の下に新たに幹事が置かれ、本部のほか、教育部は廃止され操縦科、技術科、気象科となり、研究部、材料廠、学生、そして前述の勅令第68号により生徒隊を置くことが定められた。
勅令第68号および陸軍飛行学校令改定により、所沢陸軍飛行学校の被教育者は次のように定められた（1933年8月時点）。
- 操縦学生

飛行機操縦に関する学術を修習する者。航空兵科尉官。
当分のうちは航空兵科准士官、下士官も可（学校令附則）。
修学期間等は陸軍大臣が定める。1924年陸達第17号では修学期間は約9か月。通常毎年2回入校。
- 機関学生

機関に関する学術を修習する者。航空兵科尉官。
当分のうちは航空兵科准士官、下士官も可（学校令附則）。
修学期間等は陸軍大臣が定める。1924年陸達第17号では修学期間は約9か月。通常毎年2回入校。
- 特種学生

気象その他に関する学術を修習する者。航空兵科准士官、下士官。
修学期間等は陸軍大臣が定める。1924年陸達第17号では修学期間は約9か月。通常毎年2回入校。
- 操縦生徒

飛行機操縦下士官となるため必要な諸学術を修習する者。民間および陸軍部内から採用。
修学期間は約2年。入校は毎年1回（1934年2月より）。
- 技術生徒

飛行機と器材の整備下士官となるため必要な諸学術を修習する者。民間および陸軍部内から採用。
修学期間は約3年。入校は毎年1回（1934年2月より）。
- その他

臨時に各兵科（憲兵科を除く）の佐官以下を召集し、必要な教育を行うことも可（学校令第5条）。
陸軍大臣の定める民間の希望者に対し、航空術の教授も可（1919年勅令第153号）。
操縦学生および機関学生は学校令の条文では航空兵科尉官のみとされ、准士官、下士官については全条文の後に附則として「当分ノ内」と条件つきで認められるのみである。そこには飛行機操縦および整備という高度な技能分野の下士官は、新しく定められた若年の生徒（制度設立当時「少年航空兵」と通称された）によって補充しようという意図があった。ただし実際に操縦生徒と技術生徒が入校したのは1934年（昭和9年）2月からであり、学校での修学と部隊での実地教育を経て下士官に任官し戦力となるまでには数年が必要であった。
陸軍の諸学校における「学生」とは正規の軍人に限られ、学校に入校してもまだ階級がない者、あるいは候補生は「生徒」となる。これら生徒の教育には下士官（あるいは将校）にふさわしい素養を身につけさせるため、学科、術科に加えて「訓育」を行うのが陸軍の方針であった。具体的には教練、剣道、体操、野外演習などであり、これらの訓育に対応できる施設が必要となった。
それ以外に飛行場の使用をみても「昭和八年度陸軍航空統計表」によれば、所沢陸軍飛行学校の年間飛行日数は309日、年間飛行回数は延べ7万7062回（1日平均249.4回）、全飛行機の年間総飛行時間は延べ1万5764.12時間（1日平均51.01時間）であった。これは飛行量で所沢に次ぐ下志津陸軍飛行学校の年間飛行日数294日、延べ1万7521回（1日平均59.6回）、延べ8956.36時間（1日平均30.5時間）を大きく上回る。1934年2月に入校した操縦生徒70名の飛行操縦教育が始まる翌年度（1934年4月以降）には所沢陸軍飛行学校はさらに繁忙となり、同年11月、埼玉県入間郡元狭山村（現在の入間市狭山台。のちに豊岡町に建設される陸軍航空士官学校本校用地とは異なる）に飛行場を開設し、狭山分教場とした。このほか1937年（昭和12年）6月には山梨県中巨摩郡玉幡村（現在の甲斐市南部）に甲府分教場、長野県上田市に上田分教場が置かれた。

### 機関部門の分離

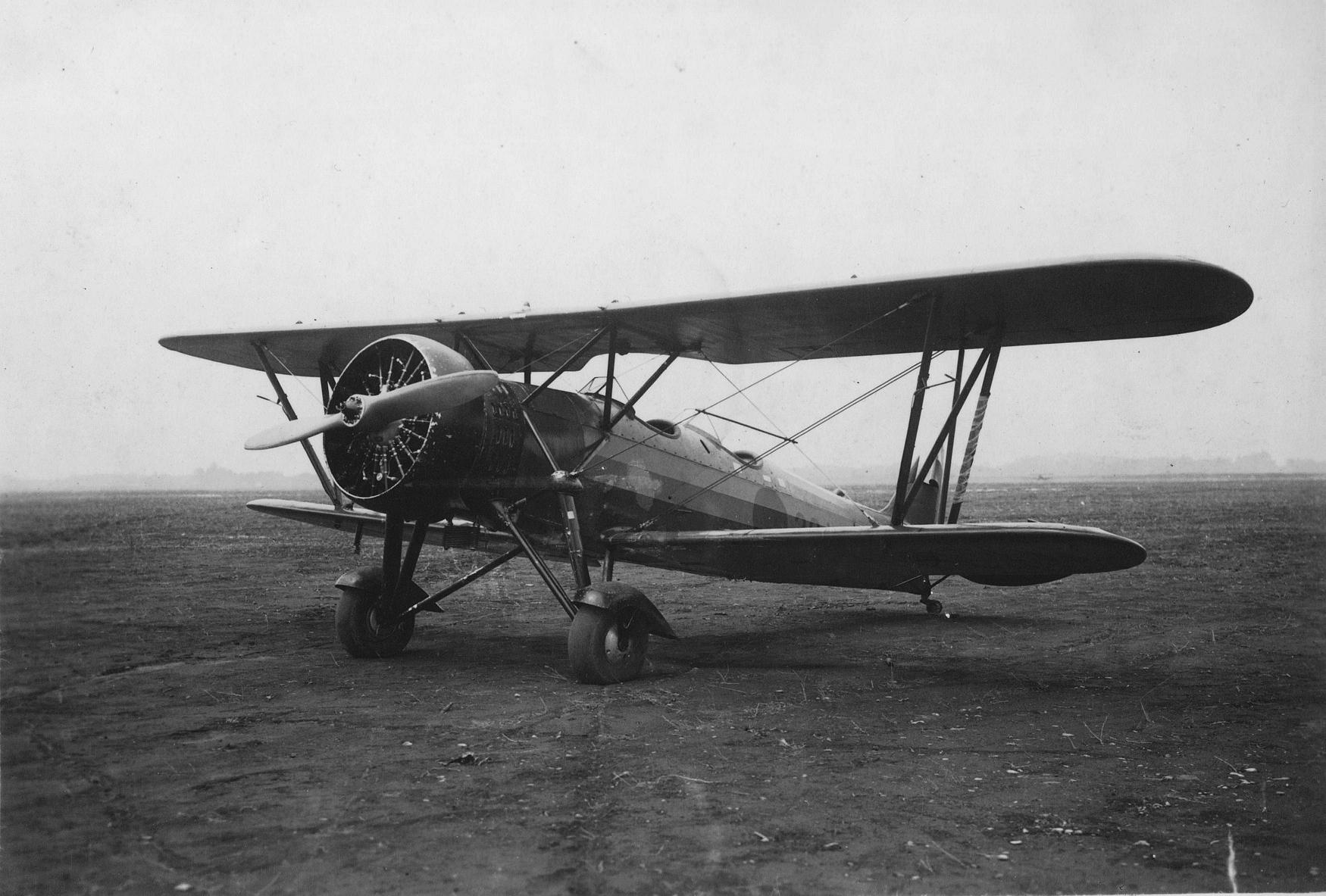
1935年以降に使用された九五式一型練習機

1935年（昭和10年）7月、陸軍航空技術学校令（勅令第225号）および所沢陸軍飛行学校令（軍令第10号）が公布され、従来の陸軍飛行学校令を廃止して同年8月に施行された。所沢陸軍飛行学校令では、同校は飛行機操縦、航法、気象等に関する諸学術の教育と調査および研究を行い、ならびに必要となる兵器または器材の研究、試験を行う所として定められた。機関に関する教育と研究その他は所沢陸軍飛行学校から分離され、従来の機関学生と技術生徒の教育は、同校の施設の一部を改編して開設した陸軍航空技術学校の担当となった。
また、操縦生徒は所沢から同県の大里郡三尻村（現在の熊谷市西部）に新設する学校に移して教育を行うよう、熊谷陸軍飛行学校令（勅令第224号）も同年7月に公布されたが、この施行および熊谷陸軍飛行学校の開校は同年12月となった。
所沢陸軍飛行学校令その他により定められた同校の被教育者は次のとおり（1935年8月時点）。
- 操縦学生

飛行機操縦に関する学術を修習する者。航空兵科尉官。
必要に応じ他兵科（憲兵科を除く）尉官を学生とすることも可。
当分のうち各兵科（憲兵科を除く）下士官も可（学校令附則）。
修学期間、年間入校回数は陸軍大臣が定める。
- 特種学生

航法または気象に必要な学術を修習する者。航法は航空兵科尉官、気象は尉官および下士官。
必要に応じ他兵科（憲兵科を除く）尉官を学生とすることも可。
航法の修学期間は約6か月。隔年1回入校。
気象の修学期間は約6か月。隔年1回入校。
- 生徒

飛行機操縦将校または下士官となるため必要な諸学術を修習する者。航空兵科幹部候補生。
修学の詳細は陸軍大臣が定める。
- その他

臨時に各兵科（憲兵科を除く）の佐官以下を召集し、必要な教育を行うことも可（学校令第5条）。
陸軍大臣の定める民間の希望者に対し、航空術の教授も可（1919年勅令第153号）。
上記の中には含まれていないが、実際には1935年8月時点で所沢陸軍飛行学校に在校していた操縦生徒がそのまま残っており、修学の2年目であった第1期生徒は同年11月に同校を卒業し、第2期生徒は同年12月に熊谷陸軍飛行学校へ移った。そのほか同年9月に所沢陸軍飛行学校令が改正され（軍令第16号）、新制度の操縦候補生が同学校生徒に加えられた。操縦候補生は翌1936年（昭和11年）5月より所沢陸軍飛行学校で教育を行った。1921年より続けられている航空局依託の航空機操縦生は、1936年9月に第16期（4名）が卒業した。

### 陸軍士官学校分校へ転用
兵科の現役将校となる士官候補生は、1926年（大正15年）3月に第40期233名のうち24名が初めて航空兵科に指定されて以来、第50期まで航空兵科も例外なくすべて東京市牛込区市谷本村町の陸軍士官学校で教育を受けていた。当時の航空兵科士官候補生は全員が操縦将校要員であったにもかかわらず、特性が大きく異なる歩兵科を基本とした教育を行う従来の課程は合理性に欠けており、航空に特化した士官学校が求められていた。
1937年（昭和12年）、陸軍士官学校の予科を陸軍予科士官学校とし、本科を神奈川県高座郡座間村に移転する改革に合わせ、航空兵科士官候補生のみは在学中から操縦教育を行う独自の課程とする案を陸軍中央も承認した。当初教育総監部は各兵科将校の精神的団結のため同一学校での教育を主張したが、座間では飛行場用地が確保できないため、埼玉県入間郡豊岡町（現在の入間市北東部）に学校を建設することとし、それまでのあいだは所沢陸軍飛行学校の施設を転用して教育を行うことが決定した。ただし独立した学校ではなく、陸軍士官学校校長の監督下にある分校としてであった。
同年9月29日、「所沢陸軍飛行学校令廃止ノ件」（軍令陸第5号）が制定された。翌9月30日、「航空兵科将校ト為スベキ生徒及学生ノ教育ヲ行フ為陸軍士官学校ニ分校ヲ置ク」と定めた陸軍士官学校令改正（勅令第566号）が公布、即日施行された。1937年10月1日、前述の軍令陸第5号が施行され、これによって所沢陸軍飛行学校は廃止となり、同地に陸軍士官学校分校が開設された。所沢陸軍飛行学校で行っていた各種の教育および研究は熊谷陸軍飛行学校に移管された。施設は主として陸軍士官学校分校に転用され、一部は熊谷陸軍飛行学校の所沢分教場となった。

### 航空神社の創建
1936年（昭和11年）当時、航空殉職者が一命を捧げて国家航空の開発・発展に貢献しながらも靖国神社に合祀されない実情を踏まえ、かつて所沢飛行学校長であった徳川好敏中将の宿願により、伊勢神宮御造営の古木及び氷川神社の御用材を拝受し、所沢陸軍飛行場の南端に社殿を造営し天照大神の鎮座及び航空殉職者の配祀祭を執行したものであり、1937年（昭和12年）9月25日に航空神社は創建された。
1938年（昭和13年）5月7日、建設中の学校施設が概成し、所沢の陸軍士官学校分校は埼玉県豊岡（現：埼玉県入間市）に移転することとなり、同年12月10日、同地に陸軍航空士官学校が創設された。これに併せて航空神社も豊岡に奉遷することとなった。それまで所沢陸軍飛行学校関係の殉職者四十九柱が配祀されていたが、豊岡への移転後は、将来の航空関係出身の英霊も配祀されることとなった。
1945年（昭和20年）9月3日、終戦後に米軍が陸軍航空士官学校へ進駐・接収される情勢となり、陸軍航空士官学校長であった徳川好敏中将ほか航空関係者は、航空神社の崇祠を永久に保全することを願い、これまで祭典に奉仕してきた北野天神社の栗原良介宮司に懇請し、同宮司の厚意と地元有志の協力により、米軍進駐に先立って、崇祠を原型のまま埼玉県所沢市大字北野にある北野天神社へ奉遷した。

## 年譜
- 1909年7月 - 臨時軍用気球研究会が発足。
- 1910年12月 - 日野・徳川両大尉による飛行機国内初飛行。
- 1912年7月 - 飛行機操縦者・空中偵察者の体系的な教育を気球隊で開始。
- 1915年12月 - 航空大隊を設立。操縦・偵察将校の教育を航空大隊に移管。
- 1919年1月 - フォール大佐を長とするフランス航空団来日。教育を指導。
- 1919年4月 - 陸軍航空部が発足。陸軍航空学校を設立。
  - 4月15日 - 航空学校仮事務所を所沢町・臨時軍用気球研究会内に設置[126]。
- 1921年1月 - 航空局から委託された航空機操縦生の教育を開始。
- 1921年4月 - 陸軍航空学校下志津分校、陸軍航空学校明野分校を設置。
- 1924年5月 - 所沢陸軍飛行学校・下志津陸軍飛行学校・明野陸軍飛行学校へ再編成。
- 1925年4月 - 陸軍に航空兵科が誕生。陸軍航空部が陸軍航空本部に昇格。
- 1925年4月 - 爆撃の教育・研究を飛行第7連隊に移管。
- 1934年2月 - 所沢陸軍飛行学校に操縦生徒・技術生徒（少年飛行兵第1期）入校。
- 1934年11月 - 所沢陸軍飛行学校狭山分教場を設置。
- 1935年8月 - 所沢陸軍飛行学校の一部を分離して陸軍航空技術学校を設立。
- 1937年6月 - 所沢陸軍飛行学校上田分教場、所沢陸軍飛行学校甲府分教場を設置。
- 1937年10月1日 - 所沢陸軍飛行学校を廃止。

## 歴代校長

### 陸軍航空学校
- 有川鷹一 少将：1919年4月15日 - 1923年8月6日
- 上原平太郎 少将：1923年8月6日 - 1924年5月17日

### 所沢陸軍飛行学校
- 上原平太郎 少将：1924年5月17日 - 1927年7月26日（1926年3月2日、中将に進級[127]）
- 古谷清 少将：1927年7月26日 - 1930年6月2日（1929年8月1日、中将に進級[128]）
- 荒蒔義勝 少将：1930年6月2日 - 1932年4月11日（1930年8月1日、中将に進級[129]）
- 広瀬猛 少将：1932年4月11日 - 1933年3月18日（1932年12月7日、中将に進級[130]）
- 佐野光信 少将：1933年3月18日 - 1933年12月20日
- 堀丈夫 中将：1933年12月20日 - 1934年8月1日
- 徳川好敏 少将：1934年8月1日 - 1936年8月1日（1935年8月1日、中将に進級[131]）
- 江橋英次郎 少将：1936年8月1日 - 1937年8月2日（1937年3月1日、中将に進級[132]）
- 木下敏 少将：1937年8月2日 - 10月1日